# 大維西
51°42′27″N 31°14′11″E / 51.70750°N 31.23639°E
大維西（烏克蘭語：Велика Вісь），是烏克蘭北部的村莊，隸屬切爾尼希夫州的切爾尼希夫區。該村始建於1752年，面積0.003平方公里，海拔高度142米，2001年該村落人口377。